# Municipio de Newton (Pensilvania)
El municipio de Newton (en inglés: Newton Township) es un municipio ubicado en el condado de Lackawanna en el estado estadounidense de Pensilvania. En el año 2000 tenía una población de 2.699 habitantes y una densidad poblacional de 46.5 personas por km².

## Geografía
El municipio de Newton se encuentra ubicado en las coordenadas 41°30′06″N 75°45′59″O / 41.50167, -75.76639.

## Demografía
Según la Oficina del Censo en 2000 los ingresos medios por hogar en la localidad eran de $46,713 y los ingresos medios por familia eran de $56,023. Los hombres tenían unos ingresos medios de $42,348 frente a los $22,439 para las mujeres. La renta per cápita de la localidad era de $21,199. Alrededor del 3,5% de la población estaba por debajo del umbral de pobreza.